# صيرة (المحويت)
صيرة هي إحدى قرى عزلة الأحجول بمديرية المحويت التابعة لمحافظة المحويت، بلغ تعداد سكانها 203 نسمة حسب تعداد اليمن لعام 2004.